# Voyage botanique dans le midi de l'Espagne
Voyage botanique dans le midi de l'Espagne (abreviado Voy. Bot. Espagne) es un libro con la descripción de plantas de España que fue escrito por el botánico suizo Pierre Edmond Boissier y editado en París en dos tomos con 22 fascículos en 1839-1845.